# Південно-Західна залізниця
Півде́нно-За́хідна залізни́ця (ПЗЗ) — одна з найстаріших залізниць України. Управління Південно-Західної залізниці розташоване в столиці України — місті Києві.

## Географія
Залізниця розташована переважно на території Київської, Вінницької, Житомирської, Чернігівської, Хмельницької та частково в районах Сумської, Рівненської, Чернівецької, Черкаської, Полтавської та Тернопільської областей.
Райони, що обслуговує залізниця, розташовані в межах поліської і лісостепової зон України. Північна частина залізниці, приблизно лінією Шепетівка — Житомир — Київ — Ніжин — Бахмач, знаходиться в межах Полісся; Південна частина — у лісостеповій зоні. У районі розташування залізниці проживає понад 11 млн осіб.

## Межі залізниці
Залізниця межує із: Львівською, Одеською, Південною,  Білоруською і Молдовською залізницями.

## Експлуатаційна характеристика
Загальна експлуатаційна протяжність залізниці — 4 668 км. Розгорнута довжина головних колій становить 6 438,1 км. Південно-Західна залізниця займає друге місце за обсягом перевезень серед шести залізниць України. У загальному обсязі вантажних перевезень України кожна шоста тонна припадає на частку ПЗЗ. Біля третини від загального обсягу пасажирообігу України забезпечується залізничниками Південно-Західної залізниці, в тому числі значна частка міжнародних перевезень. Електротягою виконується 93,3 % усіх перевезень вантажів та пасажирів.
Експлуатаційну роботу залізниці здійснюють п'ять дирекцій залізничних перевезень — Жмеринська, Київська, Козятинська, Конотопська та Коростенська.
На Південно-Західній залізниці налічується 315 станцій.

## Історія

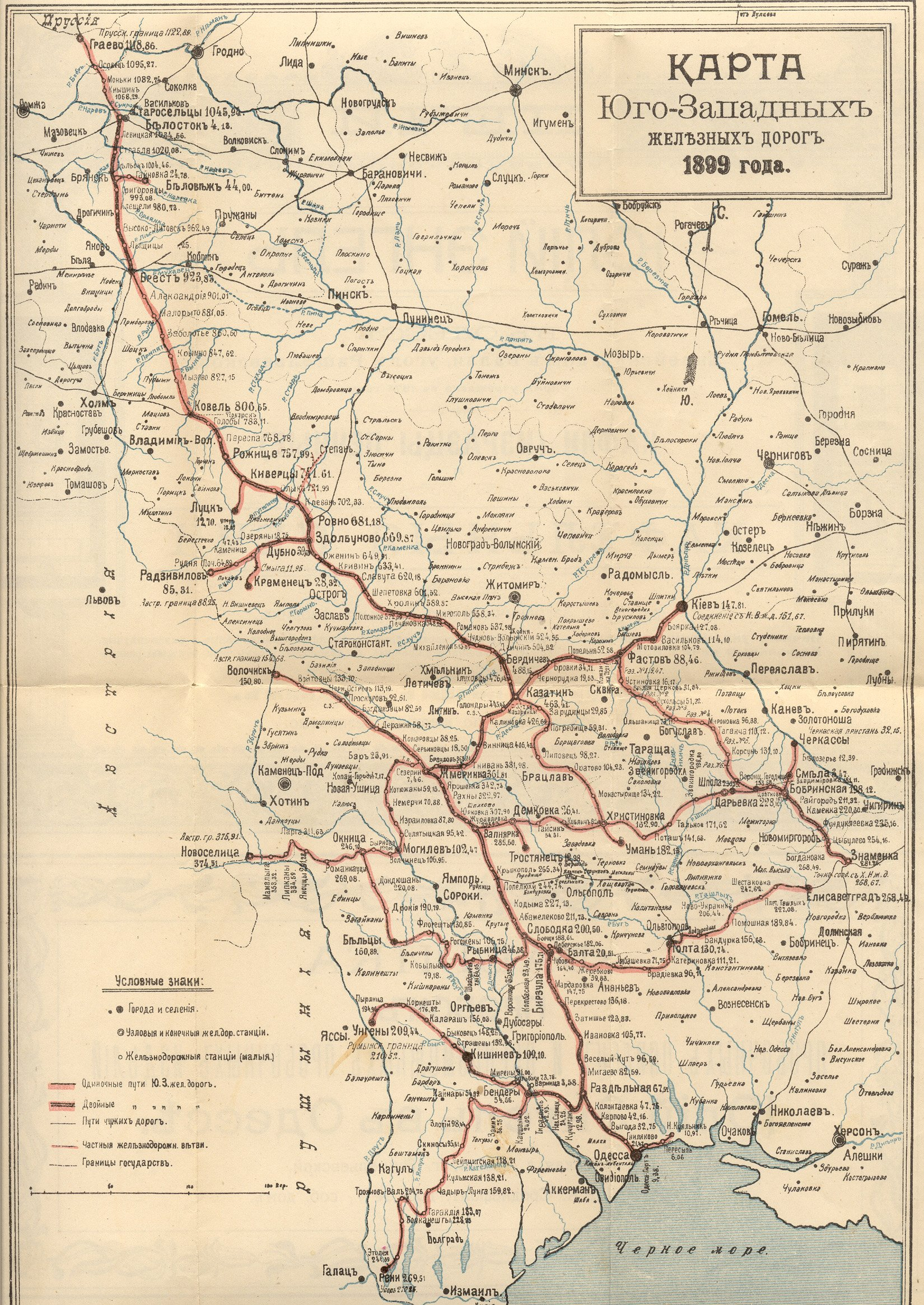
Південно-Західні залізниці (1899)

Початок будівництва залізниць на тій території України, що входила до складу Російської імперії, сягає 1860-х років, коли виникла необхідність сполучення Одеського морського порту й південно-західних кордонів з центральними областями Росії.
Першу на підросійській Україні залізницю Одеса — Балта завдовжки 213 км було побудовано за державний рахунок, будівництво тривало близько трьох років (1863—1865), керував цими роботами барон Карл фон Унгерн-Штернберг.
У травні 1866 року розпочато будівництво Києво-Балтської залізниці, як продовження лінії Одеса — Балта. Рух поїздів цією лінією було відкрито через 4 роки. Формально датою заснування Південно-Західної залізниці вважається 7 червня 1870 року.
Пасажирський вокзал у Києві будувався одразу для двох залізниць — Києво-Балтської та Курсько-Київської. Остання була поодовжена до лівого берега Дніпра у Києві, роботи по продовженню залізниці тривали до кінця 1868 року, але ще два роки тривало будівництво залізничного мосту через Дніпро під керівництвом інженера Аманда Струве. Перший поїзд зі сторони Курська прибув до Києва у лютому 1870 року.
У 1871—1876 роках збудовані залізничні лінії Жмеринка — Волочиськ, Бердичів — Кривин, у 1890—1897 році — Жмеринка — Могилів-Подільський, Козятин I — Умань, Христинівка — Шпола, Бердичів — Житомир.
У 1897 році до залізниці приєднана Фастівська лінія, а 1902 року — Волинська лінія і збудована лінія Київ — Коростень.
9 червня 1878 року затверджений Статут новоствореного товариства Південно-Західних залізниць імператором Миколою ІІ. Остаточне об'єднання Одеської, Києво-Берестейської та Берестейсько-Граєвської залізниць відбулось 1 липня 1878 року.
У 1883 році приєднана збиткова і незавершена Бендеро-Галацька лінія протяжністю 293,5 км.
Майже до 1890-х паровози Південно-Західної залізниці працювали на дровах, лише на південних дільницях (від Жмеринки до Одеси) — на англійському вугіллі, що доставлявся до Одеського морського порту. Після 1885 року всі паровози поступово стали переводити на донецьке вугілля.
Впродовж 1888—1889 років у Києві на Театральній вулиці (нині — вулиця Лисенка, 6) за проєктом архітекторів О. фон Гогена та Б. Куликовського споруджено будівлю Управління Південно-Західних залізниць.
Витрати на навчання і утримання одного учня в училищі при Південно-Західній залізниці становили 13 карбованців на місяць, а викладач отримував 290—300 карбованців. Середня виручка з одного залізничного пасажира у 1904 році становила 1,05 крб. Обід для службовців залізниці був пільговим і коштував 0,10 крб.
Впродовж 1900—1902 років збудовано лінію Київ-Волинський — Ковель протяжністю близько 400 км.
Станом на 1 січня 1904 співробітників залізниці налічувалось понад 50 000 осіб.
У 1913 році розгорнута довжина головних колій становила 3 906 верст, у тому числі 1 349 верст — дві колії. Рухомий склад налічував 1 480 паровозів, 31 809 вантажних та 1 650 пасажирських вагонів. До Управління Південно-Західної залізниці входили служби колії, тяги, руху, телеграфу, комерційної, зборів та матеріальної, канцелярія начальника залізниці, бухгалтерія, навчальний відділ і лікарська служба.
30 листопада 1913 року відбулося відкриття вантажно-пасажирського руху на дільниці Проскурів — Старокостянтинів I — Шепетівка. Одночасно почалися роботи з продовження залізничної лінії від Шепетівки до Коростеня, а також прокладання колії Шепетівка — Ізяслав — Ланівці та Ярмолинці — Гусятин (ці магістралі стали до ладу у 1915 та 1916 роках відповідно).
У 1916 році споруджено лінію Коростень — Виступовичі (далі у напрямку станції Мозир)
15 травня 1918 року Наказом Міністерства шляхів Української держави змінена назва на  Правобережну залізницю.
Надалі збудовано ще ряд ліній, переважно місцевого значення: у 1925 році стала до ладу лінія Ніжин — Чернігів, у 1928 році збудована лінія Чернігів — Овруч, 1930 року — Чернігів — Горностаївка, 1931 року збудовано залізницю Ворожба — Хутір-Михайлівський та Хутір-Михайлівський — Чигинок, 1935 року — лінію Овруч — Білокоровичі, 1936 року стали до ладу дві лінії: Фастів I — Житомир та Калинівка I — Старокостянтинів I, у 1950-х роках збудована лінію завдовжки 27 км Житомир — Коростишів.
Єдиними лініями, спорудженими пізніше, стала невелика вантажно-промислова лінія до Київської ГЕС (збудована на початку 1960-х років; з 29 жовтня 2010 по вересень 2011 року цією лінію курсував пасажирський дизельпоїзд від станції Київ-Петрівка до міста Вишгорода) та лінія Київ-Деміївський — Миронівка (1981—1983).
13 лютого 1959 року, відповідно із розпорядженням Міністерства шляхів сполучення СРСР № Г-3998, Конотопське відділення (НОД-5) Московсько-Київської залізниці передано до складу Південно-Західної залізниці.
У лютому 1992 року зі складу Київського та Конотопського відділень Південно-Західної залізниці до складу Білоруської залізниці були передані дільниці Лисички — Кравцовка та Терехівка — Куток (без станцій Лисички та Терехівка, які були у складі Білоруської залізниці). Натомість зі складу Гомельського відділення Білоруської залізниці до складу Коростенського відділення було передано дільницю Пост 173 км — Овруч (без станції Овруч, яка була у складі Південно-Західної залізниці.

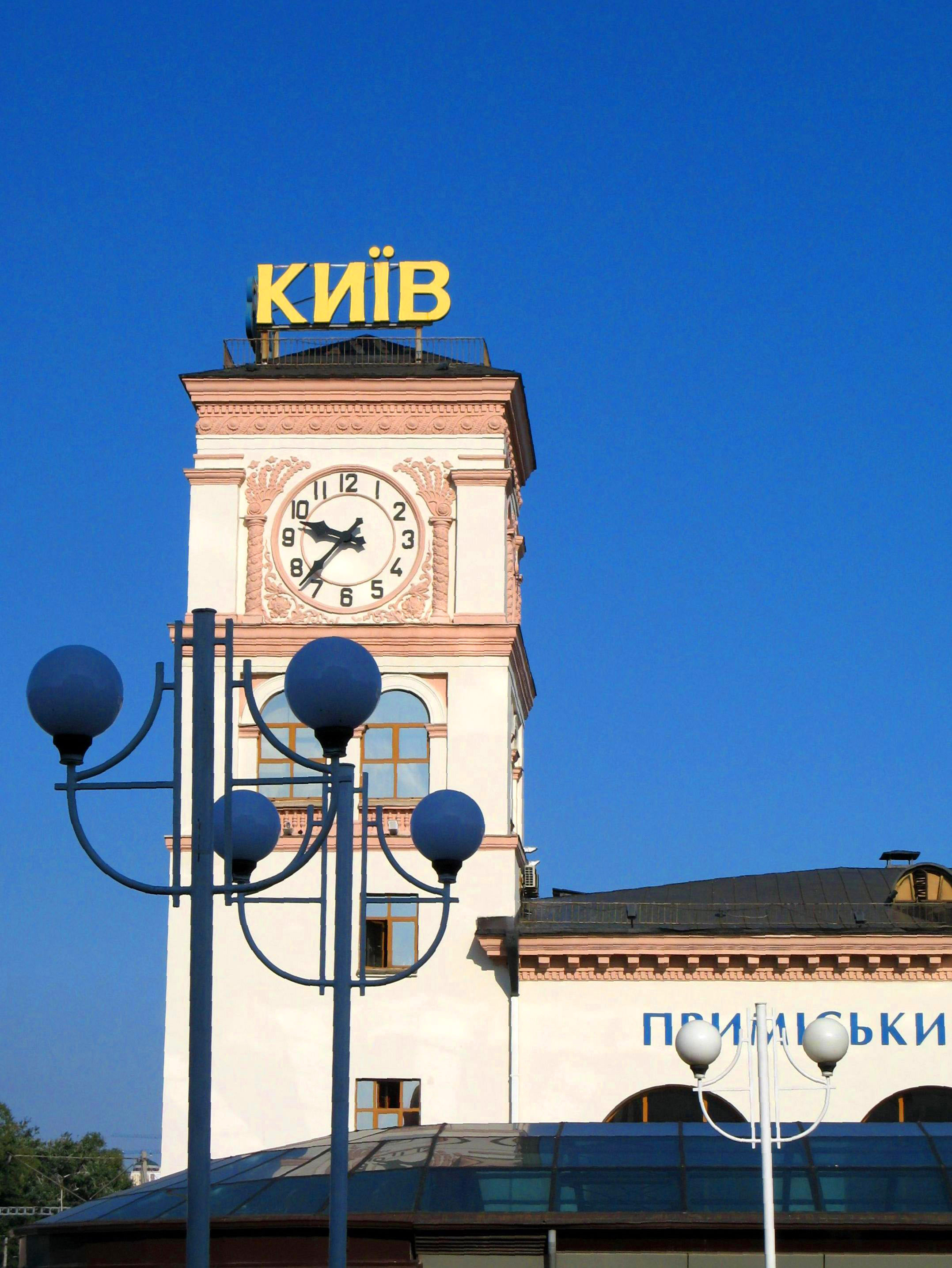
Приміський залізничний вокзал станції Київ-Пасажирський

У 1992 році станції Зернове, Перемога, Чигинок, Семенівка, Угли-Завод, Новгород-Сіверський Брянського відділення Московської залізниці були передані у підпорядкування Конотопського відділення.
У 1993 році станцію Волфине Курського відділення Московської залізниці також було передано до Конотопського відділення.
Навесні 1994 року станції Тьоткіно, Неонилівка, Крупець та Локоть Конотопського відділення були передані до Курського відділення Московської залізниці.
У серпні 1995 року, після будівництва мосту через річку Десна та 14-кілометрової дільниці Пирогівка — Новгород-Сіверський тупикова лінія Карповичі — Новгород-Сіверський була з'єднана з основною мережею залізниць України.
1 грудня 2015 року розпочалась господарська діяльність АТ «Укрзалізниця»; державне територіально-галузеве об'єдання «Південно-Західна залізниця» втратило статус окремої юридичної особи і продовжило діяльність як регіональна філія.

## Назва залізниці
На території незалежної України до цього часу існують назви державних підприємств, які походять від розташування цих підприємств на території давно зниклих Російської імперії та СРСР. Мова йдеться про назви регіональних філій державної «Укрзалізниці» — Південно-Західна залізниця та Південна залізниця.
Ці назви виникли через таке розташування підприємств у колишніх Російській імперії та СРСР. Після здобуття незалежності України та встановленням державного кордону України ці назви перестали відповідати дійсному розташуванню підприємств. Існування на території сучасної України державних підприємств з імперськими назвами є неприйнятним та потребує виправлення таких назв.
Між тим назви інших регіональних філій «Укрзалізниці» походять або від назв міст, які є центрами цих філій (Одеська, Львівська, Донецька), або від розташування на території сучасної України (Придніпровська).
На початку березня 2023 року понад 1,1 млн українців проголосували через додаток «Дія» за перейменування Південно-Західної залізниці, більшість з них обрали нову назву — Центральна.

## Корупційні діяння

### 2015
4 березня Уряд відсторонив від виконання обов'язків директора Південно-Західної залізниці Олексія Кривопішина і просив правоохоронців порушити проти нього кримінальну справу
17 березня судовим рішенням зупинено дію розпорядження Кабінету Міністрів України № 192-р від 11.03.2015 року, яким Тягульського В. Г. призначено виконуючим обов'язки начальника Південно-Західної залізниці. Рішення набрало законної сили 17 березня 2015 року
19 березня Андрій Пивоварський дав велике інтерв'ю виданню «Українська правда».
19 березня на сайті ПЗЗ було повідомлено:
|  | Південно-Західна залізниця інформує що в. о. генерального директора Укрзалізниці Бланком М. І.. 19 березня 2015 року видано злочинні накази про звільнення з 19 березня 2015 року керівного складу Південно-Західної залізниці. |

|  | Дані накази є злочинними, такими, що прямо суперечать Законам України та створюють реальну загрозу національній безпеці України. |

|  | З цього моменту вважаємо, що накази та розпорядження Укрзалізниці не підлягають виконанню, як такі, що видаються злочинцем щодо якого порушено та розслідуються кримінальні справи про зловживання владою та службовим становищем. |

### 2018
Навесні 2018 року посаду заступника директора регіональної філії Південно-Західної залізниці з фінансово-економічних питань посів Роман Веприцький, екс-депутат Харківської облради від «партії «Відродження»», доцент кафедри кримінального права і кримінології Харківського національного університету внутрішніх справ. Саме в часи його керівництва Укрзалізниця запустила «Kyiv Boryspil Express», який попри запевнення залізничників у надійності вже протягом першого тижня експлуатації тричі зазнавав поломки. На думку керівника проєкту «Залізниця без корупції» В. Даценка, невдача пов'язана з корупційною складовою.

## Електрифікація залізниці
Позначки: постійний струм — (=3 кВ), змінний струм — (~25 кВ):.
| Роки       | Дільниці                                | Довжина | Рід струму | З них дільниці на ПЗЗ |
| ---------- | --------------------------------------- | ------- | ---------- | --------------------- |
| 1950       | Київ — Боярка                           | 23 км   | =3 кВ      |                       |
| 1953       | Боярка — Васильків I                    | 14 км   | =3 кВ      |                       |
| 1955       | Васильків I — Мотовилівка               | 10 км   | =3 кВ      |                       |
| 1957       | Київ — Бровари                          | 30 км   | =3 кВ      |                       |
| 1958       | Мотовилівка — Фастів I                  | 17 км   | =3 кВ      |                       |
| 1959       | Київ-Волинський — Ворзель               | 29 км   | =3 кВ      |                       |
| 1960       | Ворзель — Клавдієво                     | 11 км   | =3 кВ      |                       |
| 1963       | Фастів I — Миронівка                    | 103 км  | ~25 кВ     |                       |
| 1964       | Фастів I — Здолбунів                    | 330 км  | ~25 кВ     | 327                   |
| 1967       | Бровари — Зернове                       | 320 км  | ~25 кВ     |                       |
| 1968       | Борщагівка — Київ-Петрівка              | 12 км   | ~25 кВ     |                       |
| 1968       | Клавдієво — Тетерів                     | 33 км   | ~25 кВ     |                       |
| 1972       | Дарниця — Баришівка                     | 50 км   | ~25 кВ     |                       |
| 1973       | Баришівка — Яготин                      | 37 км   | ~25 кВ     |                       |
| 1977       | Козятин I — Жмеринка                    | 111 км  | ~25 кВ     |                       |
| 1978       | Тетерів — Малин                         | 24 км   | ~25 кВ     |                       |
| 1982       | Малин — Чоповичі                        | 28 км   | ~25 кВ     |                       |
| 1983       | Чоповичі — Коростень                    | 24 км   | ~25 кВ     |                       |
| 1985       | Київ-Деміївський — Трипілля-Дніпровське | 39 км   | ~25 кВ     |                       |
| 1986       | Трипілля-Дніпровське — Миронівка        | 63 км   | ~25 кВ     |                       |
| 1988       | Чернігів — Семиходи                     | 87 км   | ~25 кВ     |                       |
| 1989       | Жмеринка — Котовськ                     | 199 км  | ~25 кВ     | 81 км                 |
| 1994       | Яготин — Гребінка                       | 47 км   | ~25 кВ     | 46                    |
| 1997       | Жмеринка — Гречани                      | 106 км  | ~25 кВ     |                       |
| 1998       | Гречани — Тернопіль                     | 112 км  | ~25 кВ     | 61 км                 |
| 1999       | Ніжин — Чернігів                        | 83 км   | ~25 кВ     |                       |
| 2004       | Воронізька — Шостка                     | 11 км   | ~25 кВ     |                       |
| 2005       | Коростень — Яблунець                    | 42 км   | ~25 кВ     |                       |
| 2006       | Яблунець — Шепетівка                    | 109 км  | ~25 кВ     |                       |
| 2010       | Конотоп — Ворожба                       | 75 км   | ~25 кВ     |                       |
| 22.08.2011 | Фастів I — Житомир                      | 101 км  | ~25 кВ     |                       |
| 14.01.2021 | Пост-Південний — Коростень-Житомирський | 3,8 км  | ~25 кВ     |                       |
| 21.12.2021 | Васильків I — Васильків-Центр           | 11 км   | ~25 кВ     |                       |

## Підпорядковані підприємства
Дорожного підпорядкування
- Інформаційно-обчислювальний центр
- Жмеринська дирекція залізничних перевезень
- Київська дирекція залізничних перевезень
- Козятинська дирекція залізничних перевезень
- Конотопська дирекція залізничних перевезень
- Коростенська дирекція залізничних перевезень.

## Основні станції залізниці
| Фото | Станція               |
| ---- | --------------------- |
|      | Київ-Пасажирський     |
|      | Бахмач-Пасажирський   |
|      | Вінниця               |
|      | Ворожба               |
|      | Дарниця               |
|      | Жмеринка              |
|      | Кам'янець-Подільський |
|      | Київ-Волинський       |
|      | Козятин I             |
|      | Конотоп               |
|      | Коростень             |
|      | Миронівка             |
|      | Ніжин                 |
|      | Фастів I              |
|      | Хмельницький          |
|      | Чернігів              |
|      | Шепетівка             |

## Видатні особи
- Бльох Іван Станіславович — перший голова правління товариства Південно-Західних залізниць (1878—1881)
- Вербицький Олександр Матвійович — автор проекту Київського вокзалу, понад 30 років працював в Південно-Західних залізницях — спочатку архітектором шляхової служби, а згодом головним архітектором.

## Начальники Південно-Західного округу залізниць (1946—1951)
| Роки      | Посадові особи             |
| --------- | -------------------------- |
| 1946—1947 | Кривонос Петро Федорович   |
| 1947      | в. о. Вишневецький         |
| 1947—1951 | Ковальов Герман Васильович |

## Керівники залізниці
| Роки                                                      | Посадові особи                           |
| --------------------------------------------------------- | ---------------------------------------- |
| 1877—1879                                                 | Бородін Олександр Парфенійович           |
| 1880—1895                                                 | Андріївський Дмитро Іоякимович           |
| 1880—1889                                                 | Вітте Сергій Юлійович                    |
| 1889—1896                                                 | Немішаєв Клавдій Семенович               |
| 1896—1905                                                 | Андріївський Дмитро Іоякимович           |
| 1906—1913                                                 | Немішаєв Клавдій Семенович               |
| 1913—1917                                                 | Шміт Вадим Петрович                      |
| 1917—1918                                                 | Михайлов Микола Дмитрович                |
| 1918—1919                                                 | Новицький А. О.                          |
| 1919—1920                                                 | Неклюдов Василь Петрович                 |
| 1920—1925                                                 | Баженов Леонід Миколайович               |
| 1925—1927                                                 | Шушков Петро Сергійович                  |
| 1927—1931                                                 | Подшивалін Георгій Васильович            |
| 1931—1933                                                 | Слюсаренко Феодосій Іванович             |
| 1933—1934                                                 | Друскіс Франц Семенович                  |
| 1934—1936                                                 | Зорін Олексій Михайлович                 |
| 1936—1937                                                 | Свіріков Олександр Георгійович           |
| 1937                                                      | Оболонний Василь Іванович                |
| 1937—1940                                                 | Каптьолкін Михайло Іванович              |
| 1940—1941                                                 | Некрасов Петро Михайлович                |
| 1943—1945                                                 | Гусєв Сергій Васильович                  |
| 1946—1951                                                 | Молчанов Олексій Петрович                |
| 1951—1952                                                 | Ковальов Герман Васильович               |
| 1953—1980                                                 | Кривонос Петро Федорович                 |
| 1980—1999                                                 | Олійник Борис Степанович                 |
| 1999—2000                                                 | Олійник Володимир Борисович              |
| 2000—2002                                                 | Слободян Анатолій Васильович             |
| 2002—2005                                                 | Кривопішин Олексій Мефодійович           |
| 2005                                                      | Тягнирядно Юрій Іванович                 |
| 2006—2015                                                 | Кривопішин Олексій Мефодійович           |
| 26 березня 2015 — 29 січня 2016                           | Тягульський Володимир Григорович (в. о.) |
| Директори регіональної філії «Південно-Західна залізниця» |                                          |
| 1 грудня 2015 — 2017                                      | Тягульський Володимир Григорович         |
| 2017                                                      | Крючков Віталій Олегович (в. о.)         |
| травень 2017 — 2018                                       | Бевз Григорій Анатолійович               |
| 2018 — грудень 2019                                       | Веприцький Роман Сергійович              |
| грудень 2019 — 2020                                       | Бевз Григорій Анатолійович               |
| червень 2020 — жовтень 2021                               | Миронович Артем Валерійович              |
| жовтень 2021 — 2024                                       | Букін Андрій Юрійович                    |
| з 2024                                                    | Матвієнко Володимир Васильович           |

## Начальники політичного відділу Південно-Західної залізниці
| Роки      | Посадові особи           |
| --------- | ------------------------ |
| 1933—1936 | Мілх Лев Романович       |
| 1936—1937 | Мкртчян Папік Григорович |
| 1937—1938 | Полунін В.Г.             |
| 1951—1956 | Логвин Іван Михайлович   |

## Начальники політичного відділу Південно-Західного округу залізниць
| Роки      | Посадові особи         |
| --------- | ---------------------- |
| 1948—1951 | Логвин Іван Михайлович |